# Nitroxolină
Nitroxolina este un medicament chimioterapic derivat de hidroxichinolină, fiind utilizat în tratamentul unor infecții bacteriene. Printre acestea se numără infecțiile de tract urinar. Calea de administrare disponibilă este cea orală.
Compusul nu face parte din nicio clasă de antibiotice, având un mecanism diferit față de restul agenților disponibili.